# Буйо, Жан Батист
Жан Батист Буйо (фр. Jean-Baptiste Bouillaud; 16 сентября 1796 — 29 октября 1881) — французский врач-терапевт. Действительный член Парижской Академии наук (1868), президент Национальной медицинской академии (1862)..

## Биография
Дядя Жана Батиста — французский военный врач Жан Буйо (1762—1829) — служил в армии Наполеона Бонапарта вплоть до событий под Ватерлоо. Жан Батист Буйо учился также у Жана Корвизара (1755—1821).
В 1823 году защитил докторскую диссертацию на тему «О диагностике аневризмы аорты». Становится профессором в госпитале Шарите в Париже. Среди его учеников был Рамон Эметерио Бетансес (1827—1898), будущий борец за независимость Пуэрто-Рико.

## Научный вклад
Буйо — автор многочисленных трудов о различных заболеваниях, включая холеру, рак, энцефалит. Занимался изучением локализации центра языка в больших полушариях головного мозга. Описал ревматическое поражение сердца. В России независимо от него такое же открытие сделал Григорий Иванович Сокольский (1807—1886), поэтому ревматизм иногда называют болезнью Сокольского — Буйо. Однако ныне оба термина фактически стали достоянием истории, будучи вытеснены в современной медицинской литературе другим — общепринятым во всём мире: острая ревматическая лихорадка.